# Сунарі Ратясіма
Сунарі Ратясіма (тай. สุนารี ราชสีมา) або Су (тай. สุ);  — таїландська співачка та відома акторка.

## Дискографія
- "Sud Thai Thee Krung Thep" (สุดท้ายที่กรุงเทพ)
- "Khong Fak Jak Ban Nok" (ของฝากจากบ้านอก)
- "Raiyan Jak Huajai" (รายงานจากหัวใจ)
- "Jep Toe" (จีบต่อ)
- "Tham Pen Kuean" (ทำเป็นเขิน)
- "Thee Kao Soay Dueam" (ที่เก่าซอยเดิม)
- "Lakorn Bot Cham" (ละครบทช้ำ)
- "Thee Pueng Thang Jai" (ที่พึ่งทางใจ)